# 信濃藤四郎
信濃藤四郎（しなのとうしろう）は、鎌倉時代末期に作られたとされる日本刀（短刀）。日本の重要文化財に指定されている。山形県鶴岡市にある致道博物館が所蔵する。

## 概要
鎌倉時代の刀工・粟田口則国あるいは国吉の子とされる藤四郎吉光により作られた短刀である。藤四郎吉光は、山城国粟田口派の刀工のうち最も著名であり、特に短刀や剣の名手として知られていた。京都国立博物館学芸員の末兼俊彦は信濃藤四郎は吉光作の短刀としては標準的な大きさであり、強いて言えばやや短く、内反りとなっていて重ねが厚いと評している。致道博物館では本作をやや大振りと評している。
信濃藤四郎の名前の由来は、かつては徳川家康の家臣で、1605年（慶長10年）に従五位下信濃守に叙された永井尚政が所持していたことによる。この短刀は後に尚政から徳川将軍家に献上され、次いで1633年（寛永10年）には、3代将軍徳川家光の養女である大姫が加賀藩主の前田光高に嫁いだ際に光高へ下賜された。
刀剣研究家の福永酔剣は、著書『日本刀大百科事典』にて、信濃藤四郎を拝領する前年の加賀藩は、金沢城下にある薬種商・喜多村屋から千両を借財した記録が残るほど財政的に困窮しており、1636年（寛永13年）9月には内々に出羽庄内藩主の酒井忠勝へ売却したと説明している。ただし、将軍家を憚ってか、後に『享保名物帳』に本作が記載された際には酒井家伝来の経緯は記されていないとしている。伝来の経緯については、致道博物館所蔵の史料から確認できる。
信濃藤四郎はその後も酒井家に伝来し続け、本阿弥家に500枚の折り紙が付けられている。明治維新以降も酒井家が所蔵しており、1935年（昭和10年）4月30日に旧国宝に指定され、1950年（昭和25年）8月29日の文化財保護法施行後は重要文化財となった。指定名称は「短刀銘吉光
」。1986年（昭和61年）8月に酒井家17代当主である酒井忠明の蔵から、同じく重要文化財の刀「備州長船住元重」とともに盗難被害に遭ったが、窃盗犯はその後逮捕され、信濃藤四郎は1999年（平成11年）に致道博物館によって買い戻された。2019年時点では致道博物館に収蔵されている。

## 作風

### 刀身
刃長（はちょう、刃部分の長さ）は8寸2分（24.9センチメートル）、造込（つくりこみ）は平造りで、裏表に護摩箸を彫っている。鍛えは小板目（こいため、板材の表面のような文様のうち細かく詰まったもの）つみ、地沸（じにえ、平地の部分に鋼の粒子が銀砂をまいたように細かくきらきらと輝いて見えるもの）がつく。
刃文（はもん）は中直刃（ちゅうすぐは）、匂口（においくち、刃部分と地鉄部分の境目のこと）締まりごころに小沸よくつき、冴える。帽子（ぼうし、切先部分の刃文）は小丸、先僅かに掃きかける。茎（なかご、柄に収まる手に持つ部分）は生ぶで、先栗尻であり、目釘穴は二つで、指表に「吉光」の二字銘を切る。致道博物館は本作の地刃を吉光の作品でも健全と評している。

### 外装
本作は黒漆塗合口拵（くろうるしぬりあいくちごしらえ）という江戸時代に制作された拵（こしらえ）が付随する。長さ42.5センチメートル。目貫（めぬき。刀身が抜けないように固定する箇所で、刀装の装飾部）には江戸の金工師である後藤宗乗によって製作された「赤銅枝茄子」が使われている。柄には黒鮫皮が使われている。